# Плаваща работилница
Плаваща работилница (съкратено – плавработилница, абревиатура – ПР) е спомагателен плавателен съд, предназначен за ремонт на кораби и съдове, техните оръжия и технически средства в райони, отдалечени от основните пунктове на базиране. Плаващите работилници са оборудвани с необходимото струговъчно оборудване, подемни устройства, заваръчни агрегати и т.н., а също имат и квалифициран личен състав. Като правило, плавработилниците са с водоизместимост от 4000 до 20 000 t, скорост до 18 възела и отбранително въоръжение.

## Руски императорски флот
До 1917 г. такива кораби има в състава на Руския императорски флот.

## ВМС наСССР
Отчитайки дореволюционния опит, а също така опита на ВМС на САЩ по време на Втората световна война в Тихия океан, ръководството на ВМС на СССР взема решение за строителството на серия плаващи работилници. В края на 1950-те – началото на 1960-те години са построени две серии плавработилници от проектите 725 (предназначени за обслужване само на надводни кораби) и проекта 725А – за обслужване на подводници. Всичко по проектите 725 и 725А са построени 5 съда.
Най-масовите плавработилници във ВМС на СССР са съдовете „полска“ постройка от различни проекти. Сътрудничеството между СССР и Полша в строителството на спомагателни съдове на този подклас, започва от построяването на първата плавработилница от проекта В-30, създадена на базата на въглищо-рудовоз. Шестте кораби на този проект са оценени като недостатъчно сполучливи и в началото на 1960-те години част тях са преоборудвани на плавбази и плаващи казарми, а в 1970-те г. болшинството от тях са отписани от флота и предадени за скрап.
Най-сполучливи и масови плаващи работилници „полска“ постройка са плавработилниците от проектите 300, 301, 303 и 304. Тяхното строителство продължава от 1963 до края на 1980-те години в Щетинската корабостроителница в Полша. Общо са построени над 40 съда.